# Charles Mulder
 (janvier 2022).
Si vous disposez d'ouvrages ou d'articles de référence ou si vous connaissez des sites web de qualité traitant du thème abordé ici, merci de compléter l'article en donnant les références utiles à sa vérifiabilité et en les liant à la section « Notes et références ».
Pour les articles homonymes, voir Mulder.
Charles Marie Aloy Mulder, né le 1er juillet 1897 à Anvers, est un bobeur belge.

## Carrière
Charles Mulder participe aux épreuves de bobsleigh aux Jeux olympiques de 1924 à Chamonix et remporte une médaille de bronze en bob à quatre. Il est aussi présent aux Jeux olympiques de 1928 à Saint-Moritz, terminant seizième en bob à quatre.

## Palmarès

### Jeux Olympiques
- : médaillé de bronze en bob à quatre aux Jeux olympiques d'hiver de 1924.